# Tiszakécske (distrikt)
Tiszakécske är ett distrikt i Ungern. Det ligger i provinsen Bács-Kiskun, i den centrala delen av landet, 100 km sydost om huvudstaden Budapest.